# IC 1441
IC 1441 — галактика типу SBa (компактна витягнута галактика) у сузір'ї Ящірка.
Цей об'єкт міститься в оригінальній редакції індексного каталогу.